# Dancing w kwaterze Hitlera
Dancing w kwaterze Hitlera – polski film psychologiczny na podstawie opowiadania Andrzeja Brychta pod tym samym tytułem.
Premiera odbyła się w podwójnym pokazie z animowanym Aqua Pura produkcji Studia Miniatur Filmowych z 1970 roku

## Fabuła
Na Mazurach dwudziestokilkuletni Waldek wraz ze swoją dziewczyną Anką spotyka niemieckiego turystę, który tutaj się urodził, a podczas II wojny światowej pracował przy budowie kwatery Hitlera w Wilczym Szańcu koło Kętrzyna.

## Obsada
- Maja Wodecka − Anka
- Andrzej Łapicki − niemiecki turysta
- Olgierd Łukaszewicz − Waldek
- Krystyna Bittenek − Marta
- Aldona Pawłowska − babcia Waldka
- Maciej Damięcki − Maciej, kolega Anki
- Michał Danecki − kombatant
- Jerzy Kaczmarek − motocyklista Jerzy
- Helena Dąbrowska − recepcjonistka w hotelu
- Jacek Domański − Andrzej, kolega Anki

## Lokacja
- Wilczy Szaniec